# Mus baoulei
Mus baoulei (Миша баульська) — вид роду мишей (Mus).

## Поширення
Країни поширення: Кот-д'Івуар, Гвінея, Того. Це вид низовини.

## Екологія
Зустрічається в «гвінейській савановій зоні» на кордоні з тропічним лісом.